# Biophytum crassipes
Biophytum crassipes là một loài thực vật có hoa trong họ Chua me đất. Loài này được Engl. mô tả khoa học đầu tiên năm 1895.